# Liste der Bürgermeister von Hollands Kroon
Dies ist die Liste der Bürgermeister von Hollands Kroon in der niederländischen Provinz Nordholland seit der Gemeindegründung am 1. Januar 2012.
| Bürgermeister | Bürgermeister | Partei | Partei | Amtszeit  | Anmerkungen   |
| ------------- | ------------- | ------ | ------ | --------- | ------------- |
| Theo van Eijk | Theo van Eijk |        | CDA    | 2012      | kommissarisch |
|               | Jaap Nawijn   |        | VVD    | 2012–2019 | [ 2 ]         |
|               | Rian van Dam  |        | PvdA   | 2019–     | [ 3 ]         |